# Zanderia
Zanderia là một chi rêu trong họ Rhachitheciaceae.